# Іваницький Сергій Митрофанович
Сергій Іваницький (псевд. і криптоніми С. Г.; С. И.; С. І.; С. Г-ко; С. Гр.; С. Грущенко; нар. 12 березня 1874, с. Широка Гребля Літинського повіту Подільської губернії, нині Літинського району Вінницької області — після 1945, Ленінград, Російська Федерація) — один із засновників Подільської губернської «Просвіти», активний діяч українського національно-визвольного руху, активіст Катеринославської «Просвіти», лектор (1907–1909), член ради товариства (1908–1910), до 1910 — скарбник.

## Життєпис
Народився в багатодітній сім'ї бідного священника. Початкову освіту здобув у Шаргородській духовній школі, потім продовжив навчання у Подільській православній семінарії у Кам'янці-Подільському.
Навчався добре і його за державний кошт було відряджено до Київської духовної академії. Під час навчання (1894–1898) особливо захоплювався філософією та історичними дисциплінами. Інколи Іваницький відвідував лекції В. Антоновича, О. Кониського. Під їхнім впливом став, як пізніше сам згадував «свідомим українцем». На старших курсах працював над кандидатським історичним твором з історії Гайдамаччини, Коліївщини. Саме ця тема стала для дослідника головною у його науковій діяльності і він пізніше через багато років повернувся до неї.
Тепло пише про Іваницького у спогадах «Сторінки минулого» Олександр Лотоцький (1870–1939), який від 1892 по 1896 вчився в Київській духовній академії:

«З моїх земляків-подолян було, за мого часу, на нижчих курсах ще кілька надійних робітників, але вже не на поетичному, а на прозаїчному науковому полі. Се — Григорій Ярошевський, Микола Шпачинський, Сергій Іваницький.
Всі вони… співробітничали в бібліографічному відділі „Записок Наукового Товариства ім. Шевченка“ у Львові, а також в бібліографічному словарі історичних українських діячів, що тоді складався під проводом проф. В. Б. Антоновича».

### Учительська та публіцистична діяльність на Поділлі
У 1898, після закінчення навчанню в академії, Іваницький повертається на Поділля працює на посаді учителя історії та географії у Кам'янець-Подільській духовній жіночій школі (1898–1903). Іваницький належить до піонерів українського національного відродження на Поділлі. Від 1901 він почав працювати на «полі українського письменства».
Його наукові та критичні статті про Гайдамаччину XVIII ст., рецензії, оповідання, вірші надруковані у «Записках Наукового Товариства ім. Шевченка» у Львові, «Літературно-науковому вістнику», часописах «Громадська думка», «Рада», «Промінь». Історичні розвідки російською мовою опубліковано в «Киевской старине». Іваницький активно співпрацював з Подільським історико-археологічним товариством. У 9 та 10 томах «Трудов» товариства вміщено велику працю дослідника «Переяславский єпископ Гервасий Линцевский и начало возсоединения униатов в Западной или Польской Украине (1757–1769)». У 1904 праця вийшла окремим виданням. У цій ґрунтовній монографії детально проаналізовано становище греко-католицького та православного духовенства у Правобережній Україні, розглянуто повстанський гайдамацький рух у регіоні, політику Катерини II щодо нього тощо.

Український хутір на Південно-російській виставці в Катеринославі. 1910 р.

«Сергій Іваницький так само опрацював і надрукував (в „Трудах Подольского истор.-археологии, о-ва“) цінну біографію діяча українського єп. Гервасія Линцевського (обидва сі автори користувалися моїми архівними документами, які передав мені небіжчик О. М. Лазаревський), — згадував О. Лотоцький. — Доля С. Іваницького була досить бурхлива. Скінчивши академію, вступив він на службу в Кам'янці у духовну жіночу школу.
Тут, в Кам'янці, перед 1905 р. розвинув він широку українську пропаганду в подільській семінарії разом з В. М. Чехівським…
Та пропаганда мала наслідки, що потрясли не лише семінарію, а й цілу єпархію, і споводувала постанову російського синоду про заведення української мови в церковних школах на Поділлю та українських дисциплін в подільській семінарії. Але трудно було балансувати на канаті педагогічної служби в духовній школі. Слідом за В. Чехівським мусів залишити Кам'янець і С. Іваницький. Свою участь в національній праці серед семінаристів обставив він так чисто, що ніякий духовний комар носа не міг підточити, хоч всі були певні в його участі у тій справі. Тож інкриміновано йому офіціально листівку, яку необережно прислав йому київський приятель зі Львова, а неофіціально — мою, неприємну для подільських педагогів, статтю в журналі „Образование“, підписану, проти мого звичаю, криптонімами і приписану підозрілими педагогами Іваницькому. Тому, коли позбавлено було його посади, я вважав себе обов'язаним ужити всі заходи, щоб йому посаду здобути.
Пощастило добре його влаштувати в комерційній школі в Катеринославі. Пізніше з початком революції, він провадить широку просвітну працю знову на рідному Поділлю. З приходом большевицької влади визнав її і став співробітником, здається, також в справі освітній».

Іваницький друкувався в 1900-х у «ЗНТШ», «Трудах Подольского историко-археологического общества» (1904–1911). Як С. Грущенко виступив у «Матеріалах до історії Коліївщини» (Львів, 1904), у «Громадській думці» (1906) і «Літературно-науковому вістнику» (1901–1904).
Поряд з науковою Іваницький активно займався українознавчою громадською діяльністю, проте радикальні погляди та висловлювання молодого педагога викликали підозру з боку недругів. У 1903 під час урочистого зібрання в жіночій єпархіальній школі він виголосив українофільську промову, яка зовсім не сподобалась церковному проводу.
По таємному доносу протоієрея Іллі Лебедева він звільнений зі служби як неблагонадійний за «підпільну роботу серед молоді» і після цього «остаточно розминувся з клерикалами», до яких зберіг лише ненависть.
Іваницький працює у міській двокласній школі учителем мови, історії та географії, а потім і завідувачем закладу. Саме на ці роки припадає його найбільш активна діяльність в українському культурницькому русі. Поряд із викладачем Подільської духовної семінарії, відомим українським громадським діячем В. Чехівським він був одним з лідерів місцевих українофілів.
Коли В. Чехівський у 1904 за свої погляди звільнений з семінарії і змушений через вороже ставлення місцевої адміністрації залишити місто над Смотричем, Іваницький, за словами активного учасника українського руху на Поділлі В. Приходька, «перейняв українську справу в семінарії». У нього переховувалась семінарська бібліотека. В. Приходько так характеризує Іваницького:

«Освічений українець, ідейна і принципова людина з дуже лівим нахилом».

Він намагався проводити українофільську працю таємно і до нього часто приходили селяни на підпільні наради.
На початку 1906 розпочала діяти Подільська «Просвіта». Її засновниками і найактивнішими діячами були відомий лікар К. Солуха, славетний подільський історик Ю. Сіцінський, священик К. Старинкевич, Іваницький та інші. Як зазначає В. Нестеренко, Іваницькому разом з іншими представниками української громадськості довелося обійти багато інстанцій, подолати чимало адміністративних перешкод, щоб отримати дозвіл на створення товариства.
Перше засідання «Просвіти» відбулось 8 травня 1906. На ньому Іваницького обрано заступником К. Солухи — голови товариства. Одночасно поряд з роботою в Кам'янці-Подільському Іваницький виконував у 1906 обов'язки інспектора народних шкіл Вінницького повіту і займався там організацією українських початкових навчальних закладів.
Короткий процес власного відродження української культури і освіти закінчився після столипінського червневого перевороту у 1907. Відновились гоніння на українську інтелігенцію.
Зміну політичного курсу царського режиму відчув на собі й Іваницький. Він змушений під тиском тодішнього подільського губернатора А. Ейлера за активну участь у товаристві «Просвіта» покинути Поділля і переїхав працювати до Катеринославської комерційної школи.
Там викладав слов'янознавство й історію. Проте української справи не залишив. Вступив до місцевої «Просвіти» і виступав перед населенням з публічними лекціями з української літератури. Крім того, продовжував удосконалювати свою професійну майстерність і у 1908 склав іспит з історії в Новоросійському університеті і отримав право викладати історичні дисципліни у гімназіях (вища духовна освіта такої можливості не надавала).

### Діяльність у Катеринославській «Просвіті»
Переїхавши до Катеринослава, Іваницький активно включився в місцеве українське життя. У грудні 1907 виступав у «Просвіті» з лекцією «Гайдамаки» Шевченка в світлі історичної правди". 18 січня 1908 у помешканні «Просвіти» читав лекцію про оповідання Марка Вовчка.

«Лекція д. Іваницького була цікава, прочитана гарною літ. мовою і публіка вповні заслужено вітала його оплесками», — писала «Рада» 26 січня 1908.
У першій половині 1909 прочитав три лекції з історії української літератури в помешканні товариства (Торгова, 8). Зокрема, 28 січня 1909 читав лекцію «Поетичні твори С. Руданського».

### Повернення на Поділля
У 1910, коли післяреволюційна реакція пішла на спад, Іваницький повернувся на Поділля і почав працювати у Могилів-Подільській комерційній школі. (Реєстр членів товариства на 1914 рік). В цей час одружився. Це був, мабуть, найбільш стабільний, не багатий на бурхливі події, період в його житті. Тут народилася його перша донька Оксана. Але в лютому 1917 після повалення самодержавства спокійне життя закінчилось.
Як колишній лідер просвітянського руху, він активно включився у процес розбудови українського шкільництва. У березні Подільська «Просвіта», що відновила свою діяльність після заборони 1914, делегувала його, як представника громадської організації, до губерніального земського зібрання.
Його обрано завідувачем освітою губернської управи. Під керівництвом Іваницького в Подільській губернії організовано кілька селянських з'їздів. На них порушувалося питання про українізацію освіти. На зборах управи він часто виступав і з політичними заявами, критикував діяльність Тимчасового уряду та його голови О. Керенського.

### Діяльність у добу Центральної Ради
У листопаді 1917 після повалення Тимчасового уряду влада на Поділлі перейшла до губернського та місцевих комісарів Центральної Ради. Іваницький з головою поринув у бурхливу просвітянську діяльність. Наприкінці 1917 — на початку 1918 йому вдалось організувати губернську та повітові учительські профспілки, курси українознавства для вчителів, які не знали української мови. Активно займався подальшою організацією українських шкіл, розповсюдженням букваря «Ярина», читанок А. Крушельницького, Ф. Садківського, збірки українських казок та оповідань тощо. Брав участь у всіх педагогічних з'їздах Центральної Ради, що відбувались у Києві.
Іваницький багато зробив для розвитку української літературної мови. 1918 у Вінниці перевидано дореволюційне видання: «Російсько-український словник» Сергія Іваницького та Федора Шумлянського (Видання відділу народньої управи, Вінниця, нова друкарня Пойлішер. — 1918. — Т 1.—266 с.;Т. 2. — 250 с.).
У передмові, написаній співупорядниками 25 грудня 1918, зазначалося:

«Через ріжні непереможні причини, як з боку упорядників, котрим під час друкування словника прийшлося нарізно в віддалених пунктах працювати (один — у Кам'янці, а другий — у Вінниці), так і з боку друкарської техніки у м. Вінниці, а також через припинення залізничного руху, страйки робітників і т. ін., словник, на превеликий жаль, виходить в світ значно пізніше, ніж гадалося й обіцялося в оголошеннях від Подільської губерніяльної народної управи».

В основу словника Іваницького та Ф. Шумлянського покладено матеріал російсько-українського словника М. Уманця й А. Спілки, доповнено матеріалами зі словників Є. Тимченка і Б. Грінченка, а також з деяких термінологічних словників та з власного запасу упорядників.
Словник був перевиданий і за межами України. Еміграційне «Українське видавництво в Катеринославі» (Катеринослав — Ляйпціг) перевидало цей словник (С. Іваницький і Ф. Шумлянський. Російсько-український словник. 520 сторінок великого формату. Ціна в оправі 20 німецьких марок.)

### Діяльність у період гетьманату Скоропадського
У період гетьманату Іваницький продовжував працювати у відділах освіти Подільської губернії, а восени 1918 він — директор учительської семінарії в Кам'янці-Подільському, що пізніше функціонувала при місцевому українському державному університеті. Василь Біднов, який у жовтні 1918 прибув до цього міста, як викладач створюваного тут українського університету, потім згадував:

«Про слабість українства (у Кам 'янці) свідчив і той факт, що наша професура не мала можливості найняти собі помешкань в українських родинах, а приміщалася виключно в москалів. Лише мій давній знайомий С. Іваницький, директор учительської семінарії, мав змогу віддати кімнату проф. Білецькому, а його дружина Марія Павловна погодилася годувати обідом його й мене».

Іваницький вітав повалення влади гетьмана П. Скоропадського і встановлення влади Директорії УНР. Наприкінці 1918 — на початку 1919 поряд з адміністративною роботою у семінарії почав викладати у ній українську мову та педагогічні дисципліни, редагує місцевий часопис «Життя Поділля», що вміщував статті, матеріали політичного і освітянського змісту.
Його авторитет серед населення був великим. Очевидно, саме через це більшовики, які у квітні-травні 1919 панували на Поділлі, не висунули проти нього жодних звинувачень і переобрали на посаду керівника педагогічних курсів губернії. Однак працю в земській управі йому довелося залишити.
У кам'янецьку добу Директорії (червень-листопад 1919) Іваницький продовжував займатись організацією української школи. Увійшов до «Комісії для технічного переведення реформи школи на Україні», "яку очолив товариш (заступник) міністра освіти УНР Г. Холодний. До неї увійшли також викладачі місцевого університету Л. Білецький, М. Драй-Хмара, І. Любарський та ін. Працювала комісія в приміщенні учительської семінарії.
Разом з іншими науковцями та освітянами Іваницький брав участь під загальним керівництвом Г. Холодного у праці над «Статутом єдиної школи». Цей статут схвалений у жовтні 1919 на засіданні Ради Народних Комісарів УНР. Незважаючи на зайнятість, продовжував писати популярні підручники для дітей українською мовою, зокрема, «Низку оповідань з поля географії» (1919).
За своїми політичними поглядами все більше схилявся до позиції українських соціалістів-революціонерів. Мабуть, саме тому 2 вересня 1919 Кам'янецький осередок УПСР доручив йому тимчасово редагувати свій часопис «Трудова громада».
У подальшому його політичні переконання все більше еволюціонували вліво. Напевне, позначилося розчарування внутрішньою та зовнішньою політикою Директорії, і він все більше схилявся до прорадянських позицій.

### Діяльність у період окупації України більшовиками
Влітку 1920 у Кам'янці-Подільському на кілька тижнів закріпились більшовики. На скликаному ними учительському з'їзді Іваницький вітав прихід радянської влади, сподіваючись, що вона ефективно здійснить українізацію освітніх закладів. За цей виступ органи УНР восени 1920 притягнули його під слідство, але у листопаді 1920, коли радянська влада остаточно закріпилась на Поділлі, він був звільнений з-під варти.
У радянський період Іваницький продовжував працювати на педагогічній ниві, його призначено завідувачем педагогічної секції політосвіти Кам'янеччини. Довелось працювати у несприятливих умовах. Іваницький робив все для того, щоб продовжити українізацію освітнього життя регіону, увійшов до правління місцевого «Робосу», а до середини 1922 керував працею педкурсів при місцевому Інституті народної освіти (ІНО), що виникли на основі реорганізованої радянською владою учительської семінарії. Не забував він і про наукову діяльність.
З 1920 був дійсним членом історико-філологічної секції міського товариства, а пізніше — наукового товариства при ВУАН, на засіданні якого 27 лютого 1927 прочитав доповідь з нагоди 100-річчя від дня смерті славетного швейцарського педагога Г. Песталоцці.
У 1922 ІНО та педкурси об'єдналися. У зв'язку з цим у вузі відбулось скорочення педагогічних штатів. Іваницький перейшов на роботу в ІНО і з вересня 1922 вів семінари з курсу «Азбука праці і фізичне виховання» та інших педагогічних дисциплін.
Згадував Іваницького Михайло Грушевський. У своєму листі до Кирила Студинського з Баден-Бадена від 30 червня 1923 М. Грушевський пише:

«З Камінця дістав лист від Іваницького, він пише, що організували тепер колегію при Українському Червоному Хресті і дуже просять помочи, бо тяжко бідують професори Педагогічного інституту (б. Університету), іноді дістають місячно 4, 5, 6 рублів, рахуючи на старі рублі, і стоять гірше, ніж учителі народних (трудових) шкіл».

Дійсно, Іваницький проживав у важких матеріальних умовах і змушений був підробляти у трудових школах, незважаючи на свої заслуги на ниві розбудови української шкільної освіти. У 1926 просив правління ІНО надати йому нове житло, оскільки у флігелі ІНО зовсім не мав умов для наукової роботи. Прохання, очевидно, задоволено не було.
Можливо, саме через це у нього виникло бажання залишити Поділля. 20 жовтня 1927 розпорядженням профосвіти УСРР його за власним бажанням переведено до Коростенського педтехнікуму на Житомирщині.
Пізніше працював у різних вищих навчальних закладах Києва. Дивом вдалось пережити розгром української науково-освітньої інтелігенції на початку 1930-х, але, побоюючись репресій, вчений змушений був залишити Україну.

### Діяльність на еміграції
У другій половині 1930-х Іваницький працював на кафедрі середніх віків Ленінградського педагогічного інституту. Він повернувся до дослідження тих історичних проблем, які вивчав ще під час навчання в духовній семінарії — історії Правобережної України у XVIII ст.
У 1937 захистив кандидатську дисертацію «Барська конфедерація». Ряд статей вченого на цю тему надруковано у центральних наукових виданнях. Серед них — «Значення Барської конфедерації в історії селянського руху на Україні», «Основні питання селянського повстання на Україні в 1768» та ін. Вченому вдалося пережити важкі воєнні роки. Він помер незабаром після закінчення Другої світової війни.
У Кам'янець-Подільському міському держархіві зберігається особова справа Іваницького — в ній автобіографія, формулярна картка тощо (лист з архіву до автора від 13 січня 2000).
Упорядник висловлює подяку за матеріали, які стосуються подільського періоду життя Іваницького, надані кандидатом історичних наук Валерієм Нестеренком, викладачем Подільської державної аграрно-технічної академії.